# Zkáza krásou
Zkáza krásou je český dokumentární film režisérů Heleny Třeštíkové a Jakuba Hejny z roku 2016 o Lídě Baarové. Základem filmu je materiál, který s Baarovou Třeštíková natočila v roce 1995. Z natočeného záznamu původně vznikl půlhodinový televizní dokument Sladké hořkosti Lídy Baarové, po téměř dvaceti letech se ale Třeštíková na popud střihače Jakuba Hejny k materiálu vrátila a po získání grantu evropského programu Média spolu vytvořili výsledný celovečerní snímek uvedený v kinodistribuci.
Film byl náhodou uveden do kin ve stejný měsíc jako hraný film Lída Baarová Filipa Renče.

## Výroba
Natáčení s Lídou Baarovou probíhalo v jejím bytě v Salcburku a byly pro něj vyhrazeny tři dny. O první z nich však filmaři přišli. (První den je Baarová kvůli jejich pozdnímu příjezdu vyhodila, ale řekla jim, ať přijdou další den.) Celkem bylo natočeno zhruba šest hodin záznamu. Původně bylo natáčení plánováno pro díl o Velkém sále Lucerny pro cyklus České televize Lapidárium, ale když už Třeštíková Baarovou kontaktovala, napadlo ji natočit i něco o ní a Baarová souhlasila. Na střih původního dokumentu ale filmaři měli jen pět dní. Práce na celovečerním filmu zabrala s přestávkami tři roky.